# ميل باي
ميل باي (بالإنجليزية: Mel Bay)‏ هو معلم موسيقى أمريكي، ولد في 25 فبراير 1913 في بونكر في الولايات المتحدة، وتوفي في 14 مايو 1997 في سانت لويس في الولايات المتحدة.